# SMS G 194
Le SMS G 194 est un grand torpilleur de la Kaiserliche Marine.

## Histoire
Avec les sister-ships du chantier naval Germania (la série de G 192 à G 197), le bateau forme la 2e demi-flottille de torpilleurs, tandis que les bateaux construits au chantier naval Vulcan au cours de la même année budgétaire (la série de V 180 à V 191) forment la 1re demi-flottille de torpilleurs. Les deux demi-flottilles forment la 1re flottille de torpilleurs.
Au début de la Première Guerre mondiale, le G 194 sert dans les avant-postes en mer du Nord et comme dispositif de sécurité sous-marine lorsque les unités lourdes de la Hochseeflotte ont avancé. Le navire est impliqué dans la bataille de Heligoland, il a le premier contact visuel avec les forces armées britanniques, puis, après les informations radiotélégraphiques du chef allemand des forces de torpilleurs, le contre-amiral Leberecht Maass, se retire vers Heligoland. À la fin de 1914, le G 194 sert dans le cadre des forces de sécurité pour bombarder la côte britannique. Il a un bref contact de combat avec le destroyer russe Novik lors de la bataille du Golfe de Riga en août 1915.
Le 25 mars 1916, vers 9 h 30 du matin, il y a une attaque des destroyers britanniques sur l'avant-poste allemand près de List auf Sylt, alors que les avions du porte-hydravions britannique Vindex doivent attaquer les hangars à dirigeables à Tønder. Les avions allemands mènent ensuite une contre-attaque. Lors du repli, le destroyer britannique Laverock percute le destroyer Medusa, lequel est ensuite remorqué puis abandonné à cause du temps orageux.
En réponse à l'attaque britannique, la Hochseeflotte contre-attaque les navires britanniques en retraite. Les torpilleurs G 193 et G 194 dirigé par le Kapitänleutnant Wilhelm Arnold (1885–1916) mènent une reconnaissance au nord-ouest du Horns Rev à la recherche de l'épave du Medusa. Après que cette action est annulée en raison du temps orageux, les deux bateaux tombent sur la flotte britannique. Le croiseur britannique Cleopatra percute le G 194 et le coupe en deux, mais la manœuvre conduit le Cleopatra à travers la proue du croiseur léger Undaunted, les deux croiseurs entrent en collision. 93 marins du G 194 meurent. Au cours de la même opération, le torpilleur S 22 coule après avoir touché une mine.